# Leslie Bricusse
Leslie Bricusse (IPA: /ˈbrɪkəs/; Londra, 29 gennaio 1931 – Saint-Paul-de-Vence, 19 ottobre 2021) è stato un compositore, drammaturgo e paroliere britannico di colonne sonore per il cinema e il musical, nonché autore di testi teatrali.
Tra i lavori più noti di cui è autore, figurano testi e musiche per film del franchise di James Bond quali Goldfinger e Si vive solo due volte; Superman e, in collaborazione con Henry Mancini, i testi di alcuni brani dei film di Blake Edwards La vendetta della Pantera Rosa e Victor Victoria (per il quale vinse l'Oscar alla colonna sonora insieme allo stesso Mancini).
Ha scritto, infine, libretto, musiche e testi per Sherlock Holmes, musical del 1989.

## Carriera
Come paroliere ha lavorato con diversi compositori fra cui Henry Mancini, John Williams e Anthony Newley.
Sammy Davis Jr. ha avuto due successi con canzoni di Bricusse: What Kind of Fool Am I? (da Stop the World - I Want to Get Off) e The Candy Man (da Willy Wonka e la fabbrica di cioccolato). Fra gli altri artisti che hanno portato al successo le sue canzoni ci sono: Frank Sinatra (My Kind of Girl), Shirley Bassey (Goldfinger), Nancy Sinatra (You Only Live Twice), Diana Krall (When I Look in Your Eyes) e Julie Andrews (Le Jazz Hot). I film per i quali ha scritto canzoni includono: Agente 007 - Missione Goldfinger, A noi piace Flint, Due per la strada, Agente 007 - Si vive solo due volte, Peter Gunn: 24 ore per l'assassino, Il favoloso dottor Dolittle, La più bella storia di Dickens, Willy Wonka e la fabbrica di cioccolato, La vendetta della Pantera Rosa, Superman, Victor/Victoria, La storia di Babbo Natale, Mamma, ho perso l'aereo, Hook - Capitan Uncino e Harry Potter e la pietra filosofale. Fra i suoi musical teatrali: Sherlock Holmes, Jekyll & Hyde, Victor/Victoria e Doctor Dolittle.
È l'autore del testo del brano Cristine, composto da Don Jaime de Mora y Aragón, cantato da Miss X (pseudonimo dell'attrice Joyce Blaire) e ispirato al personaggio di Christine Keeler, in seguito alla diffusione avuta nei media dello scandalo Profumo.

## Riconoscimenti
- 1968 - Premio Oscar
  - Miglior canzone per Il favoloso dottor Dolittle
  - Candidatura alla miglior colonna sonora per Il favoloso dottor Dolittle
- 1970 - Premio Oscar
  - Candidatura alla miglior colonna sonora per Goodbye Mr. Chips
- 1971 - Premio Oscar
  - Candidatura alla miglior colonna sonora per La più bella storia di Dickens
  - Candidatura alla miglior canzone per La più bella storia di Dickens
- 1972 - Premio Oscar
  - Candidatura alla miglior colonna sonora per Willy Wonka e la fabbrica di cioccolato
- 1983 - Premio Oscar
  - Migliore colonna sonora per Victor Victoria
- 1987 - Premio Oscar
  - Candidatura alla miglior canzone per Così è la vita
- 1991 - Premio Oscar
  - Candidatura alla miglior canzone per Mamma, ho perso l'aereo
- 1992 - Premio Oscar
  - Candidatura alla miglior canzone per Hook - Capitan Uncino